# Fritz Heckert
Fritz Heckert, né le 28 mars 1884 à Chemnitz et mort le 7 avril 1936 à Moscou, est un homme politique allemand, membre du Bureau politique du Parti communiste d'Allemagne, délégué au Comité exécutif de l’Internationale communiste, responsable des questions syndicales. En 1923, il est ministre de l'Économie de Saxe, pendant une brève période, et député au Reichstag de 1924 à 1933.

## Biographie
Fils d'un coutelier, Fritz Heckert apprend le métier de maçon. En 1902, il prend sa carte au syndicat des maçons et au Parti social-démocrate d'Allemagne (SPD).
Pendant son tour d'Allemagne du compagnonnage, il passe en janvier 1907 à Berlin puis à Brême où il rencontre Wilhelm Pieck et Johann Knief. Il se joint à l'aile gauche du SPD. De 1908 à 1911, il travaille en Suisse et fait la connaissance de sa future femme, Wilma Stammberg, une Lettone membre du Parti ouvrier social-démocrate de Russie.
De retour à Chemnitz au début de 1912, il devient responsable du syndicat du bâtiment. Il cofonde en 1916 un groupe spartakiste à Chemnitz, lequel, avec ses 400 membres, est le plus important d'Allemagne,. Entré au Parti social-démocrate indépendant d'Allemagne (USPD) en 1917, Fritz Heckert codirige le parti avec Heinrich Brandler à Chemnitz.
En novembre 1918, Hecker devient président du Conseil des ouvriers et des soldats à Chemnitz. Il est l'un des délégués présents au congrès fondateur du Parti communiste d'Allemagne (KPD) le 30 décembre 1918. En 1919, il est élu à la direction (Zentrale) du KPD, puis membre du Comité central. Il est responsable des questions syndicales avec Jacob Walcher.
Heckert est pendant quelque temps le représentant du KPD à l'Internationale syndicale rouge (ISR) à Moscou.
En octobre 1923, il est ministre de l’Économie dans le gouvernement ouvrier qui s'est constitué en Saxe, rapidement destitué par le président du Reich au moyen de l'armée.
En mai 1924, Heckert est élu député du KPD au Reichstag et exerce ce mandat sans interruption jusqu'en 1933. Il est arrêté en octobre 1924 et libéré en juillet 1925, par décision du Reichstag. De 1925 à sa mort, il est membre du Bureau politique du KPD. Il dirige le département syndical du Comité central jusqu'en avril 1928, après quoi il est envoyé à l'Internationale syndicale rouge (ISR) à Moscou. En 1928, il est élu au Présidium du Comité exécutif de l'IC. En janvier 1935, il devient secrétaire de l’ISR.
Atteint d'une affection cardiaque dès l'automne 1935, Fritz Heckert meurt le 7 avril 1936. Il est inhumé à côté de Clara Zetkin au pied du mur du Kremlin.

## Publications
- Die deutschen Gewerkschaften und der Kampf um die Einheit, 1925.
- Revolutionäre Gewerkschaftsbewegung in Europa, 1931.
- Aufsätze und Reden, 1960.